# Wyoming (U-Boot)
Die USS Wyoming (SSBN-742) ist ein Atom-U-Boot der United States Navy und gehört der Ohio-Klasse an. Als Ship Submersible Ballistic Nuclear führt sie 24 Interkontinentalraketen mit.

## Geschichte
Der Auftrag, die Wyoming zu bauen, erging am 18. Oktober 1989 an Electric Boat (EB), eine Tochter von General Dynamics. Die Kiellegung erfolgte am 8. August 1991 auf der Werft von EB in Groton, Connecticut. Das U-Boot wurde nach fast vierjähriger Bauzeit am 15. Juli 1995 vom Stapel gelassen und auf den US-Bundesstaat Wyoming getauft. Taufpatin war Monika B. Owens. Die Indienststellung des Schiffes bei der United States Navy erfolgte am 13. Juli 1996.
In den auf die Indienststellung folgenden Tagen führte die Wyoming erste Tests auf hoher See vor der Ostküste der USA durch. Dass das Schiff dabei, wie die Navy offiziell bestätigte, am 17. Juli 1996 vor Long Island fuhr, nährte Verschwörungstheorien, dass das U-Boot in den Absturz von Trans-World-Airlines-Flug 800 verwickelt sein könnte. Dies dementierte die Navy jedoch.
Am 26. Juli des Jahres erreichte die Wyoming ihre Heimatbasis, die Naval Submarine Base Kings Bay in Georgia, wo sie 2006 noch immer stationiert war und als Teil der nuklearen Abschreckung Patrouillenfahrten mit 24 Interkontinentalraketen vom Typ Trident II D5 durchführte.